# Freeway et nous
Pour plus de détails, voir Fiche technique et Distribution.
Freeway et nous ou Charmant compagnon au Québec (Darling Companion) est un film américain réalisé par Lawrence Kasdan et sorti en 2012.

## Synopsis
Beth Winter trouve un chien blessé au bord de l'autoroute et le recueille. Son mari, Joseph, chirurgien fortuné voué à ses patients, s'attache également au nouveau venu, mais avec moins de passion. Lors d'un séjour dans leur chalet au cœur de l'Utah, Joseph perd Freeway. Sa recherche difficile par Beth et Jo, par divers membres de la famille aidés par une ravissante gitane aux dons de voyante va amener les couples à se resserrer, se retrouver, se former, les personnes à mieux se connaître et s'apprécier jusqu'à ce que Freeway refasse son apparition.

## Fiche technique
- Titre français : Freeway et nous
- Titre québécois : Charmant compagnon
- Titre original : Darling Companion
- Réalisation : Lawrence Kasdan
- Scénario : Lawrence Kasdan et Meg Kasdan
- Musique : James Newton Howard
- Montage : Carol Littleton
- Photographie : Michael McDonough
- Production : Elizabeth Redleaf
- Société de production : Werc Werk Works, Kasdan Pictures et Likely Story
- Société de distribution : Sony Pictures Classics (États-Unis), Sierra/Affinity (international) et Metropolitan Filmexport (France)
- Pays de production :  États-Unis
- Langue originale : anglais
- Genre : comédie
- Dates de sortie :
  - États-Unis : 20 avril 2012

## Distribution
- Diane Keaton (VF : Béatrice Delfe ; VQ : Élizabeth Lesieur) : Beth Winter
- Kevin Kline (VF : Dominique Collignon-Maurin ; VQ : Jean-Luc Montminy) : Dr Joseph Winter
- Dianne Wiest (VF : Blanche Ravalec ; VQ : Claudine Chatel) : Penny Alexander
- Richard Jenkins (VQ : Jean-Marie Moncelet) : Russell
- Elisabeth Moss (VF : Natacha Muller ; VQ : Aurélie Morgane) : Grace Winter
- Mark Duplass (VF : Guillaume Lebon ; VQ : Éric Bruneau) : Bryan Alexander
- Ayelet Zurer (VF : Ethel Houbiers ; VQ : Violette Chauveau) : Carmen
- Sam Shepard (VF : Hervé Bellon ; VQ : Mario Desmarais) : le shérif Morris
- Jay Ali (VF : Serge Faliu ; VQ : David Laurin) : Sam
- Jon Kasdan : Officiant

 Source et légende : version française (VF) sur RS Doublage
 Source et légende : version québécoise (VQ) sur Doublage.qc.ca